# Bojan Čečarić
Bojan Čečarić (cyr. Бојан Чечарић, ur. 18 września 1993 w Novej Pazovie) – serbski piłkarz grający na pozycji napastnika w FK Mladost Nowy Sad.
W styczniu 2019 podpisał trzyletnią umowę z Cracovią. Jego transfer ze Spartaka Subotica kosztował klub z Krakowa około 150 tysięcy euro. Zadebiutował w polskiej ekstraklasie 9 lutego, zmieniając Sergiu Hankę w 74. minucie wygranego 2–1 meczu z Piastem Gliwice. 
W Polsce Čečarić występował w ataku, jako schodzący napastnik albo w roli prawoskrzydłowego. W barwach Cracovii strzelał bramki tylko w meczach o Puchar Polski. 31 stycznia 2020 Cracovia wypożyczyła go na resztę sezonu do Korony Kielce. 
Po powrocie do Cracovii grał wyłącznie w trzecioligowych rezerwach. 18 grudnia Čečarić rozwiązał kontrakt z Cracovią, a niecały miesiąc później przeszedł z wolnego transferu do drużyny serbskiej ekstraklasy, Napredka Kruševac.

## Sukcesy

### Cracovia
- Puchar Polski: 2019/2020